# Steven Bradbury
Steven John Bradbury OAM (sinh ngày 14 tháng 10 năm 1973) là một cựu vận động viên trượt băng tốc độ cự ly ngắn người Úc và từng bốn lần dự Thế vận hội. Anh giành huy chương vàng ở nội dung 1.000 m tại Thế vận hội Mùa đông 2002 sau khi tất cả các đối thủ dự thi gặp tai nạn ở khúc cua cuối cùng. Anh là vận động viên đầu tiên của Úc và Nam Bán cầu giành huy chương vàng ở Thế vận hội Mùa đông, và anh cũng nằm trong đội trượt băng tốc độ cự ly ngắn đoạt được huy chương đồng - tấm huy chương Thế vận hội Mùa đông đầu tiên của Úc vào năm 1994.

## Sự nghiệp thi đấu

### Giải vô địch thế giới 1991 và Thế vận hội Mùa đông 1992
Năm 1991, Bradbury là thành phần trong đội hình bốn vận động viên Úc giành chiến thắng nội dung 5.000 m tại giải vô địch thế giới ở Sydney. Đây là chức vô địch thế giới đầu tiên của Úc ở một bộ môn thể thao mùa đông. Đội tuyển trượt băng tốc độ cự ly ngắn Úc tiếp tục dự Thế vận hội Mùa đông 1992 với tư cách nhà vô địch thế giới, song đội đã bị loại ở trận bán kết. Tuyển Úc đang ở vị trí thứ ba khi Richard Nizielski trượt ngã; họ kết thúc ở vị trí thứ tư và không lọt được vào trận chung kết. Bradbury không thể đóng góp gì vì anh được chỉ là thành phần dự bị của đội. Anh không được lựa chọn tham gia bất kì nội dung cá nhân nào.

### Thế vận hội Mùa đông 1994
Tại Thế vận hội Mùa đông 1994 ở Na Uy, Bradbury nằm trong đội hình trượt băng tốc độ cự ly ngắn giành được tấm huy chương Thế vận hội Mùa đông đầu tiên của Úc (huy chương đồng). Họ cùng bốn đội tranh tài ở trận chung kết sau khi vượt qua Nhật Bản và New Zealand để kết thúc ở vị trí thứ hai ở trận bán kết. Họ lập kế hoạch ưu tiên cố trụ vững bằng đôi chân của mình, không bị loại và đánh bại được ít nhất một trong ba đội kia. Trong cuộc đua, đội Canada ngã và mất thời gian đáng kể, tức là Úc sẽ giành được tấm huy chương đầu tiên nếu họ thi đấu thận trọng và tránh va chạm. Ở cuối cuộc đua, Nizielski tranh chấp với đối thủ người Mỹ để giành vị trí đoạt huy chương bạc, song chọn giải pháp an toàn và nhượng bộ, rút kinh nghiệm từ cơ hội bị vuột mất sau vụ tai nạn ở Albertville. Vì thế Bradbury, Nizielski, Andrew Murtha và Kieran Hansen trở thành những người đầu tiên giành tấm huy chương ở Thế vận hội cho đoàn Úc.
Bradbury còn tham dự nội dung cá nhân 500 m và 1.000 m, anh trở thành ứng viên nặng ký ở nội dung 1000 m. Ở nội dung đầu tiên, Bradbury cán đích ở vị trí thứ nhì với thời gian 45,43 giây rồi thắng trận tứ kết với thời gian 44,18 giây để lọt vào trận bán kết. Ở bán kết, Bradbury bị đối thủ loại và khập khiễng cán đích ở hạng bốn, sau thời gian 1 phút 03,51 giây và bị loại. Anh về đích ở hạng bốn ở trận chung kết B và được xếp thứ tám chung cuộc trong số 31 thí sinh. Ở nội dung 1.000 m, Bradbury mất đà ngã sau bị một thí sinh đẩy trái phép, và người đó bị loại. Anh về đích sau 2 phút 01,89 giây, nhiều hơn 30 giây so với những người dẫn đầu và bị loại. Tuy nhiên, do tỷ lệ tai nạn cao, Bradbury về đích thứ 24 trong số 31 thí sinh dự thi.
Ở một nội dung của giải vô địch thế giới 1994 tại Montreal, lưỡi giày của vận đông viên trượt băng khác cắt xuyên qua đùi phải của Bradbury sau một pha va chạm; nó cắt xuyên qua tới mặt kia, làm cho anh bị mất tới bốn lít máu. Nhịp tim của Bradbury đạt gần 200 bpm ở cuối cuộc đua và do đó máu được bơm nhanh. Cả bốn cơ tứ đầu đều bị cắt trúng, và Bradbury tưởng rằng mình sẽ mất mạng nếu bất tỉnh. Chấn thương làm anh phải bị khâu 111 mũi và Bradbury không thể động chân trong ba tuần. Chân anh cần tới 18 tháng trước khi nó hoàn toàn hồi phục.

### Thế vận hội Mùa đông 1998
Bradbury, Nizielski và Kieran Hansen (ba trong số bốn người từng giành tấm huy chương đầu tiên của Úc vào năm 1994) đã trở lại Thế vận hội Mùa đông 1998 ở Nhật Bản cùng đồng đội mới là Richard Goerlitz. Có một số người hi vọng họ sẽ tái lập màn thể hiện ở Lillehammer. Tuy nhiên, ở cuộc đua đấu loại, họ xếp thứ ba sau 7 phút 11,691 giây và lỡ trận chung kết do kém một bậc, dẫu cho họ đã nhanh hơn hai giây so với màn thể hiện giành huy chương vào năm 1994. Họ hoàn thành chặng đua chậm hơn bốn giây ở chung kết bảng B và về cuối ở cuộc đua, do đó nằm cuối nhóm tám đội chung cuộc.
Một lần nữa Bradbury được xem là ứng viên tranh huy chương ở các nội dung cá nhân, nhưng lại gặp thử thách do va chạm với các thí sinh khác ở các nội dung 500 m và 1.000 m. Anh về đích thứ ba ở cả hai nội dung, với thời gian lần lượt là 43,766 giây và 1 phút 33,108 giây ở từng nội dung. Cả hai lần đua này đều chẳng đủ nhanh để giúp anh lọt vào vòng tứ kết và anh về đích lần lượt ở hạng 19 và 21 trong tổng số 30 thí sinh tranh tài mỗi hạng mục.
Tháng 9 năm 2000, Bradbury gãy cổ do tai nạn trong lúc tập luyện. Một tay trượt băng khác ngã trước mặt và Bradbury cố nhảy qua anh ta, song lại va trúng anh ta rồi đập đầu vào hàng rào. Do đó, Bradbury bị gãy đốt sống C4 và C5. Anh mất một tháng rưỡi để đeo nẹp chỉnh hình, và cần tới bốn chiếc ghim đóng vào hộp sọ, còn ốc vít và tấm kim loại ghim vào lưng và ngực anh. Bác sĩ nói Bradbury rằng anh sẽ không thể lên đường trượt băng nữa, song anh hạ quyết tâm tham dự một kỳ Thế vận hội nữa. Anh muốn chuộc lỗi sau khi va chạm ở đường đua cá nhân vào các năm 1994 và 1998, dẫu cho anh cho rằng mình đã quá tuổi để có những thành tích tốt nhất để đoạt huy chương.

### Thế vận hội Mùa đông 2002
Bradbury giành được tấm chương vàng một cách kỳ diệu ở nội dung 1000 m cự ly ngắn tại Thế vận hội Mùa đông 2002, thành phố Salt Lake. Anh giành chiến thắng thuyết phục trên chặng 1.000 m, đạt thời gian 1:30.956. Tuy nhiên, ở vòng tứ kết, Bradbury được xếp chung đường đua với Apolo Anton Ohno (tay đua từ nước chủ nhà) và Marc Gagnon của Canada (đương kim vô địch thế giới). Chỉ hai người cán đích nhanh nhất mỗi cuộc đua mới vào được vòng bán kết. Bradbury về đích thứ ba và tưởng mình đã bị loại, song Gagnon mới bị loại vì cản trở một tay đua khác, giúp tay đua người Úc tiến vào vòng bán kết.
Sau khi tham vấn huấn luyện ở tuyển quốc gia là Trương Nguyên Nguyên, chiến thuật của Bradbury từ sau trận bán kết là nấp sau các đối thủ và hi vọng họ va chạm nhau, vì anh không bắt kịp tốc độ của họ. Lý do là bởi những ứng viên tranh huy chương có thể va chạm do vướng vào tai nạn trên đường đua, và nếu hai tay đua trở lên ngã, ba người kia sẽ có được huy chương, và bởi anh chậm hơn các đối thủ, việc cố trực tiếp đối đầu sẽ làm tăng nguy cơ thất bại của anh. Bradbury cho biết anh hài lòng với kết quả có được, và thấy với tư cách thí sinh lớn tuổi thứ hai ở nội dung, anh không thể bắt kịp các đối thủ ở bốn chặng đua trong cùng một đêm.
Ở cuộc đua bán kết, Bradbury đứng cuối cùng, kém xa tốc độ của những ứng viên tranh huy chương. Tuy nhiên, đương kim vô địch Kim Dong-sung của Hàn Quốc, tay đua nhiều lần giành huy chương Thế vận hội Lý Giai Quân của Trung Quốc và Mathieu Turcotte của Canada đều đâm nhau, mở đường Bradbury chiếm vị trí dẫn đầu và đưa anh tiến vào trận chung kết. Ở trận chung kết, Bradbury một lần nữa bị bỏ xa khi cả bốn đối thủ (Ohno, Ahn Hyun-Soo, Lý và Turcotte) va chạm ở khúc cua cuối khi đang tranh nhau tấm huy chương vàng. Và thế là Bradbury (đứng sau khoảng 15 m và chỉ còn 50 m tới vạch đích) đã tránh được chỗ va chạm và giành chiến thắng. Bradbury trở thành vận động viên đầu tiên từ một quốc gia ở Nam Bán cầu vô địch một nội dung tại Thế vận hội Mùa đông. Sau một lúc trì hoãn, giám khảo giữ nguyên kết quả và không cho đua lại, qua đó xác nhận chiến thắng của Bradbury.
Ở buổi phỏng vấn sau khi đoạt tấm huy chương vàng, Bradbury nhắc tới hai tai nạn đe dọa đến sự nghiệp và tính mạng của anh: "Dĩ nhiên tôi không phải tay đua nhanh nhất rồi. Tôi không nghĩ là mình thắng cuộc vì một phút rưỡi trong cuối cuộc đua mà mình đã giành huy chương, và vì công sức gian nan mà mình đã bỏ ra trong suốt thập niên qua." Anh còn nói thêm: "Tôi là người lớn tuổi nhất ở nội dung này và tôi biết là, khi liên tục đua bốn chặng liền, tôi sẽ chẳng còn tí sức nào. Vì thế chẳng ích gì khi tới được chỗ đó và tranh đấu với người ta, vì kiểu gì thì tôi cũng sẽ đứng cuối thôi. Do đó (tôi nhận ra) mình có thể đứng ngoài cuộc đua, ở vị trí cuối và hi vọng sẽ có người xảy chân."
Sau đó anh cho biết mình chưa bao giờ mong đợi tất cả các đối thủ vấp ngã, nhưng nói thêm rằng bản thân thấy bốn tay đua khác đang thi đấu cực kỳ áp lực, họ có thể tấn công quá mức và gặp quá nhiều rủi ro. Bradbury nhắc áp lực của nước chủ nhà lên Ohno - anh này được kỳ vọng sẽ chiến thắng cả bốn hạng mục. Lý (giống hệt chính Bradbury) đã giành huy chương Thế vận hội nhưng chưa chạm tới tấm huy chương vàng, Turcotte chỉ có một nội dung cá nhân, còn Ahn thì vẫn là tay đua phong độ tốt nhất ở Thế vận hội. Bradbury thấy rằng chẳng ai chấp nhận mục tiêu dưới mức huy chương vàng, và do đó họ có thể va chạm.
Bradbury có ba nội dung thi đấu khác ở Thế vận hội Mùa đông 2002. Ở nội dung tiếp sức, đội Úc về đích thứ ba với thành tích 7:19.177 và không lọt được vào trận chung kết. Họ về đích thứ hai ở chung kết B và xếp thứ sáu trong số bảy đội thi đấu. Ở nội dung 1.500 m, Bradbury cán đích tốt thứ ba trong sự nghiệp, rồi xếp thứ tư ở trận bán kết và bị loại. Kế đến anh cán đích thứ năm ở chung kết B để khép lại ở vị trí thứ 10 trong số 29 thí sinh tranh tài. Anh không thể duy trì tốc độ xuyên suốt cuộc thi; sau khi đạt mức thời gian 2:22.632 , Bradbury chậm hơn ba giây ở hai chặng đua tiếp theo của mình. Ở nội dung 500 m, Bradbury về đích tốt thứ hai trong sự nghiệp và bị loại sau khi cán đích ở vị trí thứ ba tại trận tứ kết. Anh kết thúc ở hạng 14 trong số 31 thí sinh chung cuộc.

#### Di sản
Kỳ tích của Bradbury đã được ghi vào tiếng bản xứ thông tục của Úc qua cụm từ "doing a Bradbury", tức là thành công không tưởng hoặc ngoài mong đợi. "Do a Bradbury" được cấp tem công nhận chính thức khi ấn bản thứ hai của Từ điển quốc gia Úc bổ sung cụm từ cùng với hơn 6.000 cụm từ và từ mới khác vào năm 2016. Kỳ tích của Bradbury còn được Australia Post tuyên dương qua việc ấn hành một con tem 45 xu về anh, phát hành sau các tem in hình các vận động viên Úc giành huy chương vàng ở Thế vận hội Sydney 2000. Tấm tem của Bradbury được ấn hành vào ngày 20 tháng 2 năm 2002, tức bốn ngày sau chiến thắng của anh. Anh đã nhận được 20.000 đô la Úc (ASD) nhờ sử dụng hình ảnh của mình. Anh cho biết khoản phí "giúp tôi có được một chiếc xe hơi. Lâu lắm rồi tôi chưa có chiếc xe hơi nào", và sau đó miêu tả việc được một con tem ấn hành là "một vinh dự lớn". Trước kì Thế vận hội, Bradbury từng phải vay bố mẹ 1.000 ASD để sửa sang chiếc xe hơi cũ nhằm lấy phương tiện di chuyển và tập luyện.
Bradbury được mời làm đại diện tài trợ sau chiến tích của mình và nhận được phỏng vấn ở nhiều chương trình truyền hình của Mỹ. Anh từng tự hỗ trợ bằng cách làm giày trượt băng ở cửa hàng sân sau; Công ty Revolutionary Boot của anh đã hỗ trợ cấp cho Ohno những chiếc giày miễn phí, và Bradbury đã đề nghị Ohno quảng cáo thương hiệu giày khi thắng cuộc ở thành phố Salt Lake, mà không nghĩ anh sẽ đánh bại vận động viên người Mỹ.

## Giải nghệ
Bradbury giải nghệ sau kỳ Thế vận hội 2002. Anh từng bình luận tại Thế vận hội Mùa đông 2006, và bình luận cho hãng tin Nine Network và Foxtel ở Thế vận hội Mùa đông 2010. Năm 2005, Bradbury làm thí sinh tranh tài ở mùa thứ hai của chương trình truyền hình Úc Dancing with the Stars. Năm 2019, anh tranh tài ở mùa thứ sáu của Australian Survivor. Anh bị loại ở Ngày thi đấu thứ 12 và xếp ở vị trí 20 chung cuộc.
Tháng 3 năm 2022, Bradbury giải cứu bốn thiếu nữ khỏi bị đuối nước trong lúc lướt sóng cùng cậu con trai Flyn ở Bờ biển Sunshine. Nhờ hành động này, anh đã được trao thưởng kỷ niệm chương cho Hành động dũng cảm.

## Danh hiệu
Năm 2007, Bradbury được trao tặng tấm Huân chương Úc vì đoạt huy chương vàng ở Thế vận hội. Anh cũng được ghi danh vào Đại sảnh Danh vọng Thể thao Úc cùng năm đó.
Năm 2009, Bradbury được ghi danh vào Đại sảnh Danh vọng Thể thao Queensland.
Năm 2023 trong danh sách huân chương dũng cảm tháng 8, Bradbury được trao kỷ niệm chương cho hành động dũng cảm. Đây là huy hiệu công nhận việc anh giải cứu bốn thiếu nữ bị mắc kẹt ở biển King’s Beach tại Caloundra, Queensland vào năm 2022.